# Kevin Saumade
Kevin Saumade (ur. w 1980) – francuski snowboardzista. Nie startował na igrzyskach olimpijskich ani na mistrzostwach świata. Najlepsze wyniki w Pucharze Świata osiągnął w sezonie 1999/2000, kiedy to zajął 32. miejsce w klasyfikacji generalnej, a w klasyfikacji halfpipe’a był siódmy. Jest brązowym medalistą mistrzostw świata juniorów z 1998 r.
W 2004 r. zakończył karierę.

## Sukcesy

### Puchar Świata

#### Miejsca w klasyfikacji generalnej
- 1997/1998 - 91.
- 1998/1999 - 127.
- 1999/2000 - 32.
- 2000/2001 - -

#### Miejsca na podium
1. Livigno – 18 marca 2000 (Halfpipe) - 2. miejsce